# Haim Botbol
Haim Botbol, pseudonimo di Haim Abitbol (in arabo حاييم بوطبول‎?; Fès, 1937), è un cantante marocchino.

## Biografia
Nato a Fès da famiglia ebraica marocchina, negli anni 1950 Botbol formò un gruppo musicale insieme ai fratelli Claude e Marcel e al padre David, per poi formare un duo insieme a Salim Halali alcuni anni dopo.